# بيتر فان دير فلاج
بيتر فان دير فلاج (بالهولندية: Peter van der Vlag)‏ (5 ديسمبر 1977 بليوواردن في هولندا - ) هو لاعب كرة قدم هولندي في مركز حراسة المرمى. لعب مع غو أهد إيغلز ونادي إيمن ونادي غرونينغن ونادي كامبور ونادي فيندام.

## وصلات خارجية
- بيتر فان دير فلاج على موقع قاعدة بيانات كرة القدم.إي يو (الإنجليزية)
- بيتر فان دير فلاج على موقع Soccerway.com (الإنجليزية)
- بيتر فان دير فلاج على موقع عالم كرة القدم.نت (الإنجليزية)
- بيتر فان دير فلاج على موقع AS.com (الإسبانية)